# ジェラルド・モーリス・エデルマン
ジェラルド・モーリス・エデルマン（Gerald Maurice Edelman、1929年7月1日 - 2014年5月17日）は、ニューヨーク、クイーンズ出身のアメリカ合衆国の生物学者。抗体分子の一次構造及び二次構造の解明により、1972年にノーベル生理学・医学賞を受賞した。

## 来歴
エデルマンは、Bright Air、Brilliant Fire、Wider than the Skyという、心の理論を扱った三部作で有名である。局所生物学では、胚の成長の過程で新生児の大脳の神経ネットワークが形成されていく過程についての理論も扱っている。神経ダーウィニズムでは、周囲の環境に対する神経ネットワークの応答の柔軟性を持つという考えに基づいた記憶の理論も扱っている。
エデルマンは、我々が心の機能や脳に関するモデルを構築する努力をするべきかという問題を投げかけた。エデルマンの答えは、我々は脳に関するモデルを作り、それらが周囲の環境とどう関係するかに注意をはらうべきだというものだった。彼はクオリアの存在を認め、それを彼の心の理論の中に取り入れた。彼のクオリアの定義は、ダニエル・デネットによって批判された機能を持たない特殊なクオリアによる矛盾を回避したものだった。
エデルマンは、彼の免疫系の研究に基づいた、意識に関する生物学的な理論を打ちたて、その中でダーウィンの自然選択説やダーウィン主義者の人口動態の理論を位置づけた。
エデルマンは、サンディエゴにある神経科学研究所の設立者であり、スクリプス研究所の神経科学の教授を務めている。1965年イーライリリー生物化学賞、1992年ウォーレン賞受賞。
晩年は前立腺癌とパーキンソン病を患っていた。2014年5月17日に死去。

## 家族
- 息子のエリック・エデルマンは、ニューヨーク在住の画家である。
- 娘のジュディス・エデルマンはブルーグラスの音楽家である。

## 著作
- Neural Darwinism: The Theory of Neuronal Group Selection (Basic Books, New York 1987). ISBN 0-19-286089-5
- Topobiology: An Introduction to Molecular Embryology (Basic Books, 1988, Reissue edition 1993) ISBN 0-465-08653-5
  - 邦訳 「トポバイオロジー―分子発生学序説」 神沼二真 訳 岩波書店 1992年 ISBN 4000057340）
- The Remembered Present: A Biological Theory of Consciousness (Basic Books, New York 1990). ISBN 0-465-06910-X
- Bright Air, Brilliant Fire: On the Matter of the Mind (Basic Books, 1992, Reprint edition 1993). ISBN 0-465-00764-3
  - 邦訳 「脳から心へ―心の進化の生物学」 金子隆芳 訳 新曜社 1995年 ISBN 4788505193
- The Brain, Edelman and Jean-Pierre Changeux, editors, (Transaction Publishers,  2000). ISBN 0-7658-0717-3
- A Universe of Consciousness: How Matter Becomes Imagination, Edelman and Giulio Tononi, coauthors, (Basic Books, 2000, Reprint edition 2001). ISBN 0-465-01377-5
- Wider than the Sky: The Phenomenal Gift of Consciousness (Yale Univ. Press 2004) ISBN 0-300-10229-1
  - 邦訳 「脳は空より広いか ―「私」という現象を考える」 冬樹純子訳 草思社 2006年 ISBN 978-4794215451
- Second Nature:  Brain Science and Human Knowledge (Yale University Press 2006) ISBN 0-300-12039-7